# USA:s MotoGP 2009
USA:s MotoGP 2009 kördes den 5 juli på Laguna Seca.

## Slutresultat
| Plats | Förare           | Märke  | Grid | Kvaltid  |
| ----- | ---------------- | ------ | ---- | -------- |
| 1     | Dani Pedrosa     | Honda  | 4    | 1.22,113 |
| 2     | Valentino Rossi  | Yamaha | 2    | 1.21,875 |
| 3     | Jorge Lorenzo    | Yamaha | 1    | 1.21,678 |
| 4     | Casey Stoner     | Ducati | 3    | 1.21,910 |
| 5     | Nicky Hayden     | Ducati | 8    | 1.22,540 |
| 6     | Toni Elías       | Honda  | 6    | 1.22,146 |
| 7     | Colin Edwards    | Yamaha | 7    | 1.22,490 |
| 8     | Chris Vermeulen  | Suzuki | 9    | 1.22,633 |
| 9     | Randy de Puniet  | Honda  | 14   | 1.23,147 |
| 10    | Marco Melandri   | Honda  | 11   | 1.21,842 |
| 11    | Alex de Angelis  | Honda  | 12   | 1.23,004 |
| 12    | Niccolò Canepa   | Ducati | 16   | 1.23,912 |
| 13    | James Toseland   | Yamaha | 15   | 1.23,390 |
| 14    | Andrea Dovizioso | Honda  | 5    | 1.22,135 |
| 15    | Sete Gibernau    | Ducati | 13   | 1.23,106 |
| 16    | Loris Capirossi  | Suzuki | 10   | 1.22,662 |
| 17    | Gábor Talmácsi   | Honda  | 17   | 1.24,528 |